# Feilitzschstraße
Die Feilitzschstraße ist eine rund 450 m lange Straße im Münchner Stadtteil Schwabing. Sie wurde nach der Eingemeindung Schwabings nach München 1891 noch zu dessen Lebzeiten nach dem bayerischen Staatsminister des Inneren Maximilian von Feilitzsch (1834–1913) umbenannt, um Verwechslungen mit der Maffeistraße in der Altstadt zu vermeiden.

## Verlauf
Die Feilitzschstraße führt von der Münchner Freiheit und der Leopoldstraße mit teilweise bis in das 18. Jahrhundert zurückreichender Bebauung vorbei am Altschwabinger Dorfplatz, dem heutigen Wedekindplatz, in Richtung Osten zum Englischen Garten und ist von Kinos, Cocktailbars, Kneipen, Restaurants, Boutiquen u. ä. geprägt.
In der Feilitzschstraße 6 befindet sich das Filmunternehmen Constantin Film. In einem Hinterhofsbehelfsbau der Feilitzschstraße 7 befand sich von der Nachkriegszeit der 1950er Jahre bis 2012 die Schwabinger 7. Seit dem von überregionalen Protesten begleiteten Abbruch des Gebäudes befindet sich die Kultkneipe in der Feilitzschstraße 15.
Als am 3. Juni 1967 von einem Straßenfest begleitet aus der Eckwirtschaft Hacklwirt in der Feilitzschstraße 12 das Drugstore wurde, wurde dies retrospektiv als Beginn der Wandlung eines Bohème-Viertels zum Pop- und Hippie-Treffpunkt gesehen. Der „Riesensalon mit vielen Spiegeln, Pop-Arabesken und Protest-Postern“ und z. B. Mick Jagger und Romy Schneider unter den täglich 2.000 Gästen war überregional bekannt. Während das Bistro im Erdgeschoss unverändert in der Presse mit „Kult“ attributiert nach wie vor besteht, wurde 1987 aus der Disco im ersten Stock eine Theaterkneipe. Zunächst spielte dort für zwanzig Jahre das Revue-Theater Bel Etage, von 2007 bis November 2009 war es Standort des Kammertheaters Schwabing. Seither findet dort der Spielbetrieb von Heppel & Ettlich statt. Zu einer „Institution“ in der Feilitzschstraße wurde die vom Fotografen Wolfgang Roucka in der Nummer 14 gegründete Galerie Roucka, die 2014 fünfzigjähriges Jubiläum feierte und vom Vermieter zum 31. März 2020 gekündigt wurde.
An der Ecke Feilitzschstraße / Werneckstraße befindet sich das 1715 bis 1718 durch Johann Baptist Gunetzrhainer errichtete Schloss Suresnes, auch Werneckschlößl genannt, das seit 1967 Tagungshaus der Katholischen Akademie in Bayern ist. Daneben im Viereckhof, einem Bauernanwesen in der Feilitzschstraße 26 vom Ende des 13. Jahrhunderts, das 1787 barock überarbeitet wurde, befinden sich deren Seminarräume. Gegenüber dem Viereckhof bestand bis 1892 der wegen seiner großen Schweinezucht so genannte Saubauernhof als zweiter großer Schwabinger Bauernhof. An dem dann dort von Anton Mack erbautem Neorenaissance-Eckbau in der Feilitzschstraße 25 befanden sich ursprünglich über den Fenstern im 2. Stock vom Bildhauer Wilhelm Kielhorn gestaltete Büsten von Johann Wolfgang von Goethe, Friedrich Schiller und Heinrich Heine. Zu Beginn des Zweiten Weltkriegs ließ ein im vierten Stock des Hauses wohnender SA-Mann Heine entfernen. Die zwei ihn flankierenden Putten mit Schreibheft und Buch blieben vorhanden. Der freie Platz wurde durch „1892“ ersetzt, wobei die „2“ eine auf den Kopf gestellte „5“ ist.
An der Ecke Feilitzschstraße zur Leopoldstraße erwarb Johann Theodor von Waldkirch im 18. Jahrhundert ein Lusthaus mit Garten, das am 22. Januar 1774 durch Kurfürst Max III. Joseph zum gefreiten Edelsitz Mitter-Schwäbing erhoben wurde. Später ging es an den Philosoph Franz von Baader, nach dem es Baaderschlösschen genannt wurde. 1874 kaufte Ludwig Petuel das Herrenhaus und richtete es als Gastwirtschaft für die daneben von ihm erbaute Schwabinger Brauerei ein. 1889 wurde das Schloss abgerissen und durch einen Neubau mit großem Saal ersetzt. Dort fanden legendäre Künstlerfeste der Bohème wie z. B. die von der Akademie der Bildenden Künste veranstaltete „Schwabinger Bauernkirta“, das berühmteste Künstler- und Studentenfest des Münchner Faschings, statt. Nach dem Ersten Weltkrieg wurde mit den „Schwabylon-Festen“ daran angeknüpft. Nach dem Zweiten Weltkrieg wurde das teilweise zerstörte Gebäude zunächst renoviert. 1964 wurde an seinem Platz ein schwarzes, rund 50 m hohes elfstöckiges Warenhaus von Hertie erbaut, das 1992 um einige Stockwerke reduziert wurde
2014/2015 wurden die Feilitzschstraße und der Wedekindplatz für 1,8 Millionen Euro neu gestaltet, im Rahmen dessen wurde an der Feilitzschstraße auch die Schwabinger Laterne in Erinnerung an die Schwabinger Gisela wieder aufgestellt.

## Baudenkmäler
Die Feilitzschstraße gehört zum geschützten Bauensemble Altschwabing (E-1-62-000-4). Insgesamt verfügt die Feilitzschstraße über 18 vom Bayerischen Landesamt für Denkmalpflege geschützte Baudenkmäler.

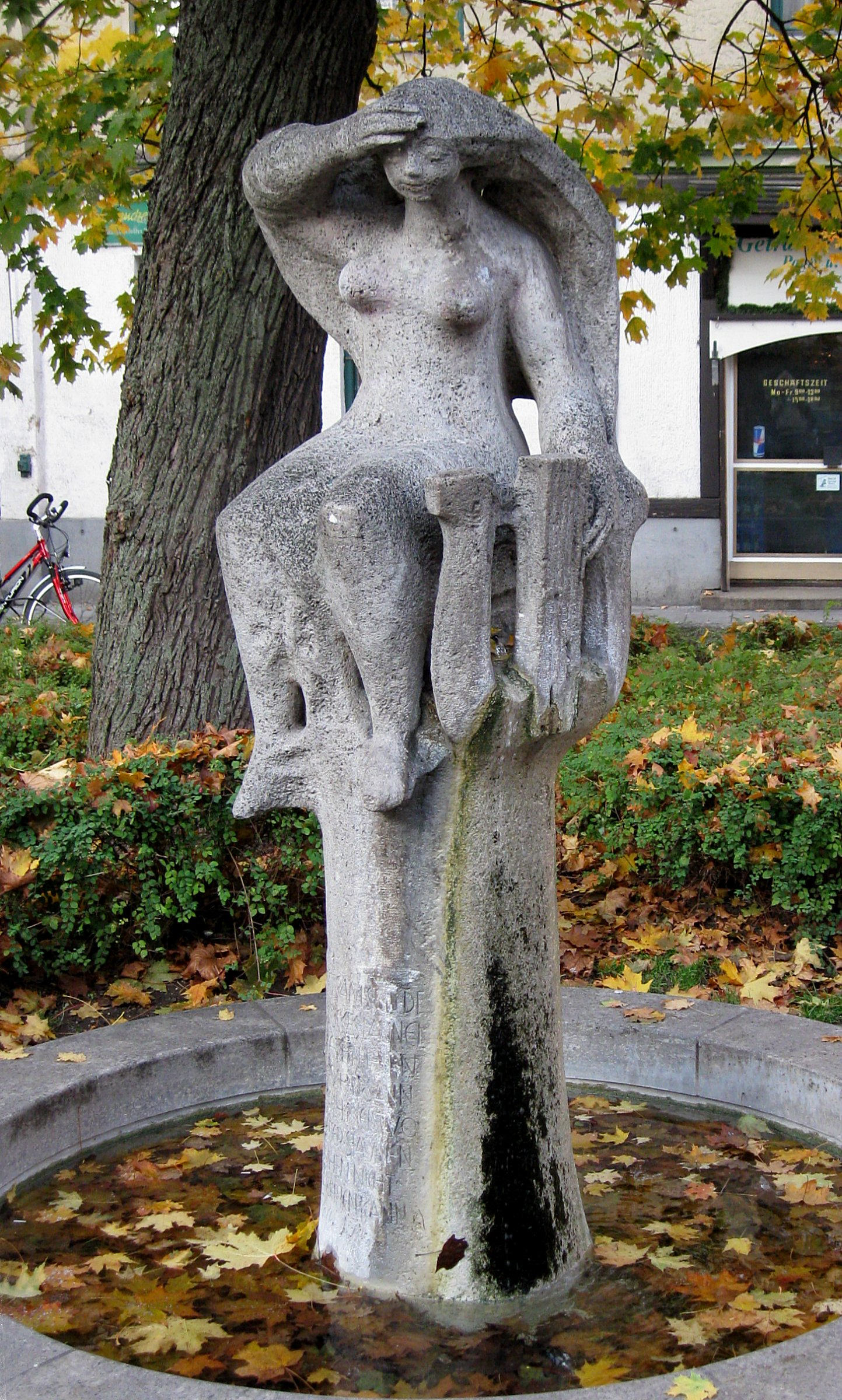
Am 10. Juli 1959 errichteter, von Ferdinand Filler gestalteter Brunnen
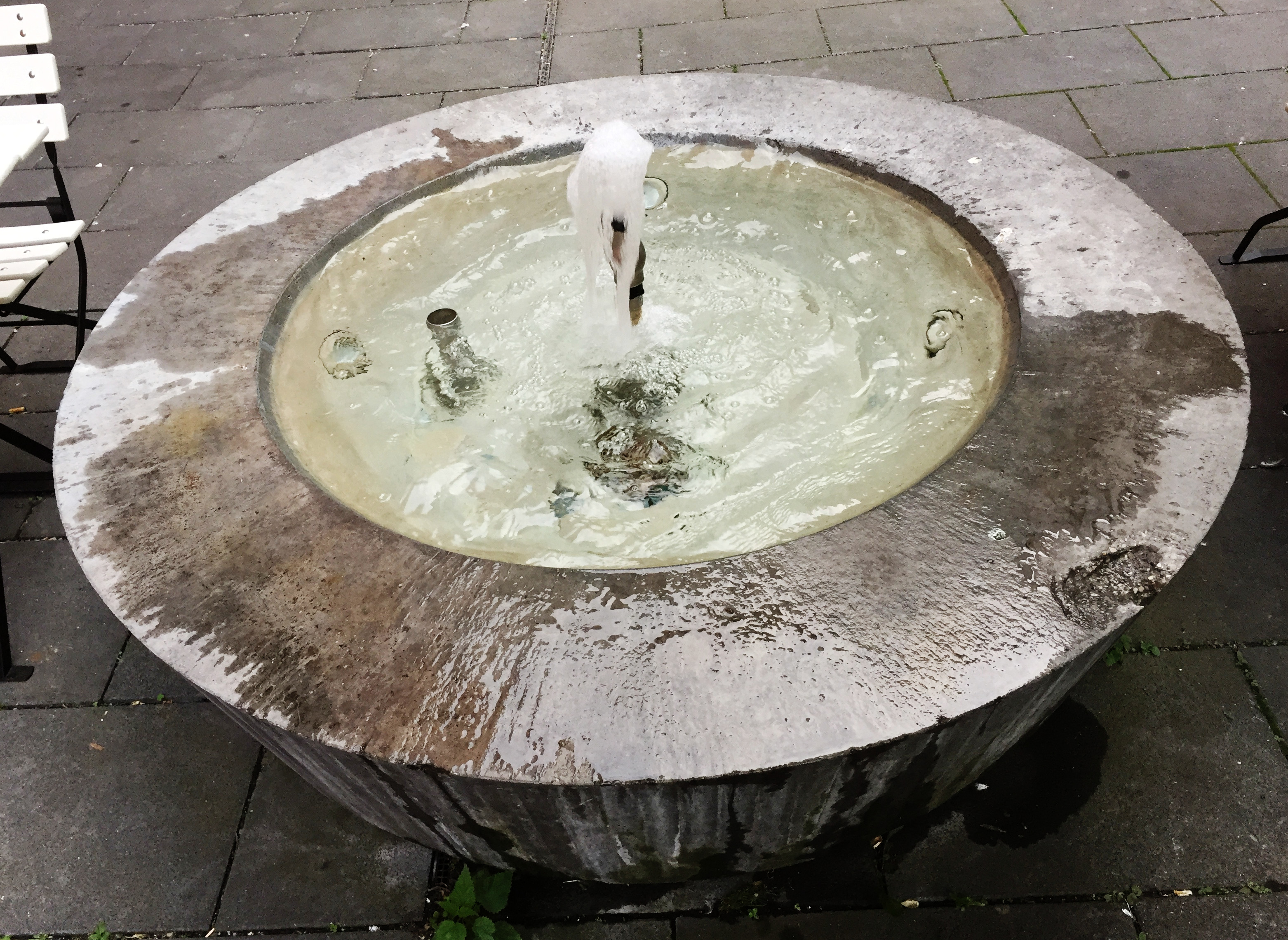
Springbrunnen in der Feilitzschstraße 4
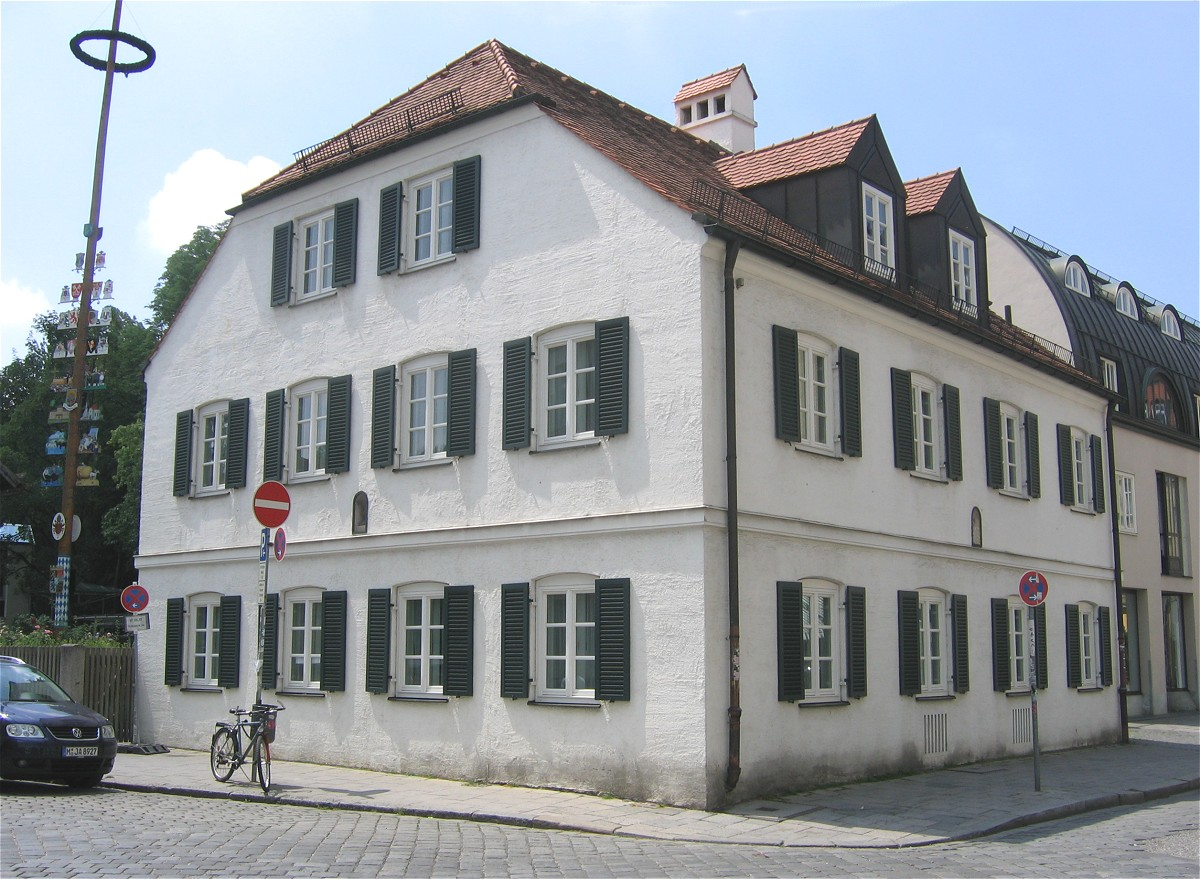
Altschwabinger Bauernanwesen Viereckhof vom Ende des 13. Jh., 1787 barock überarbeitet, in der Feilitzschstraße 26
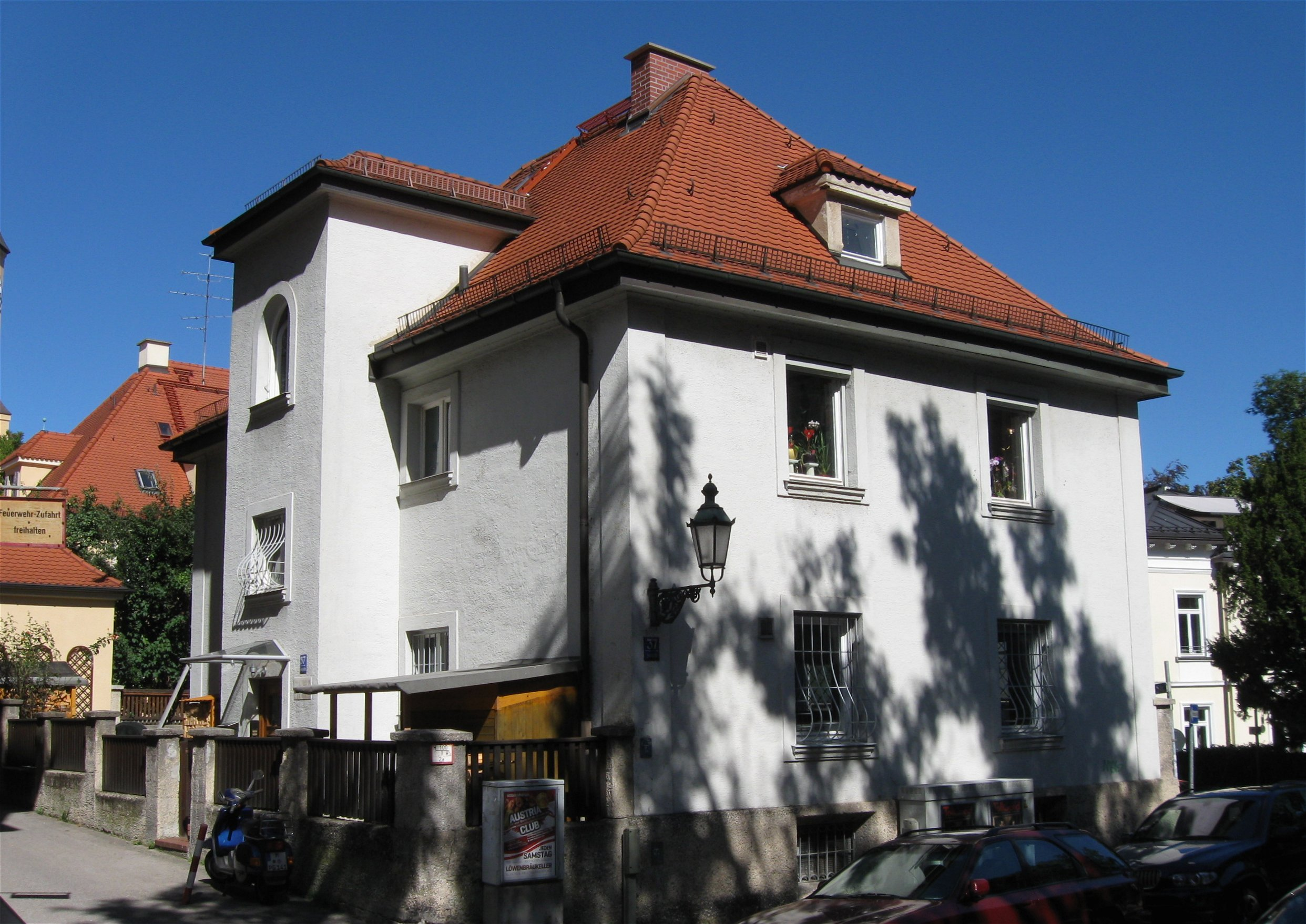
1928 von Franz Xaver Boemmel erbautes barockisierendes Walmdachhaus in der Feilitzschstraße 37
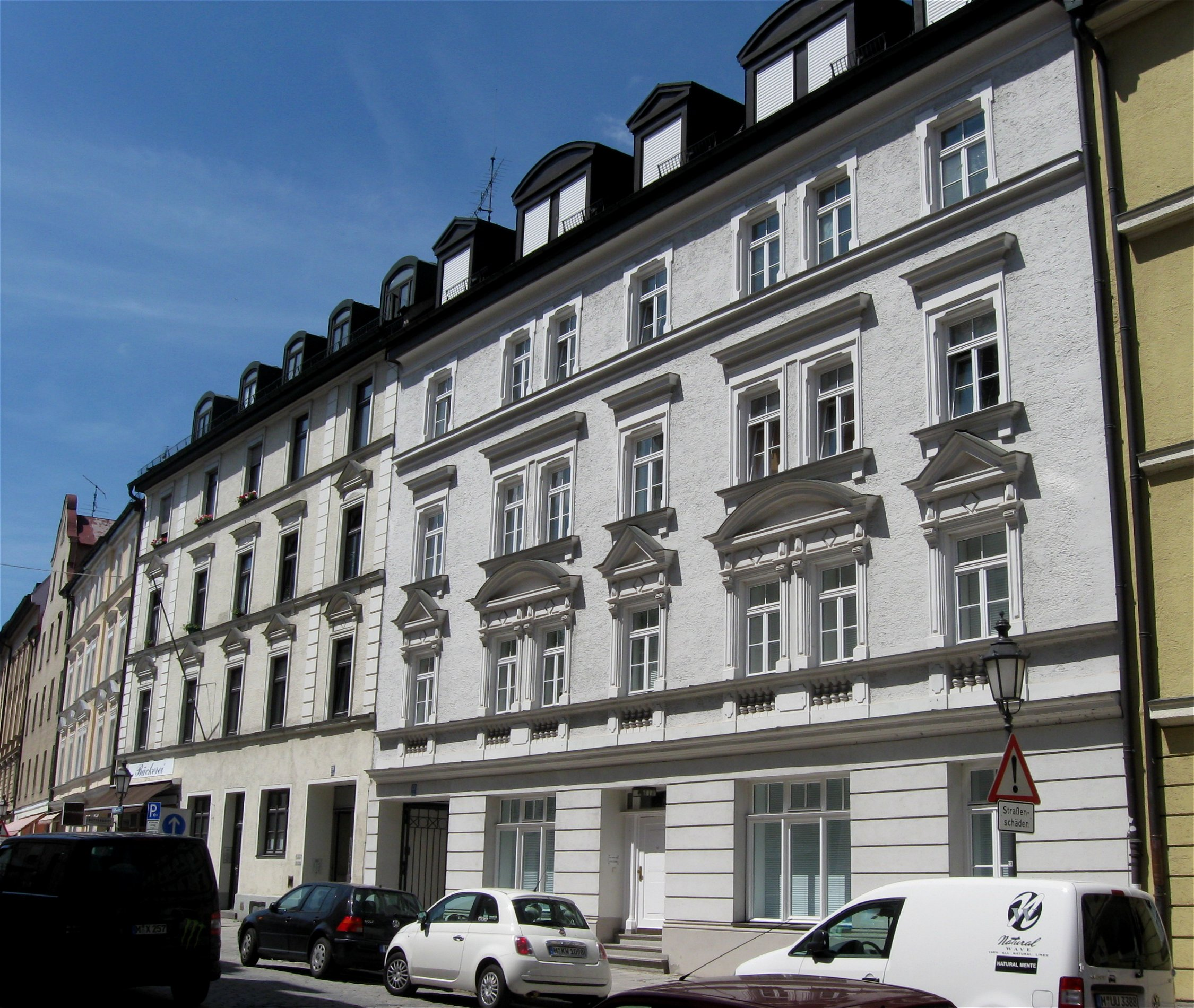
Neorenaissancebau vom Ende des 19. Jahrhunderts in der Feilitzschstraße 33
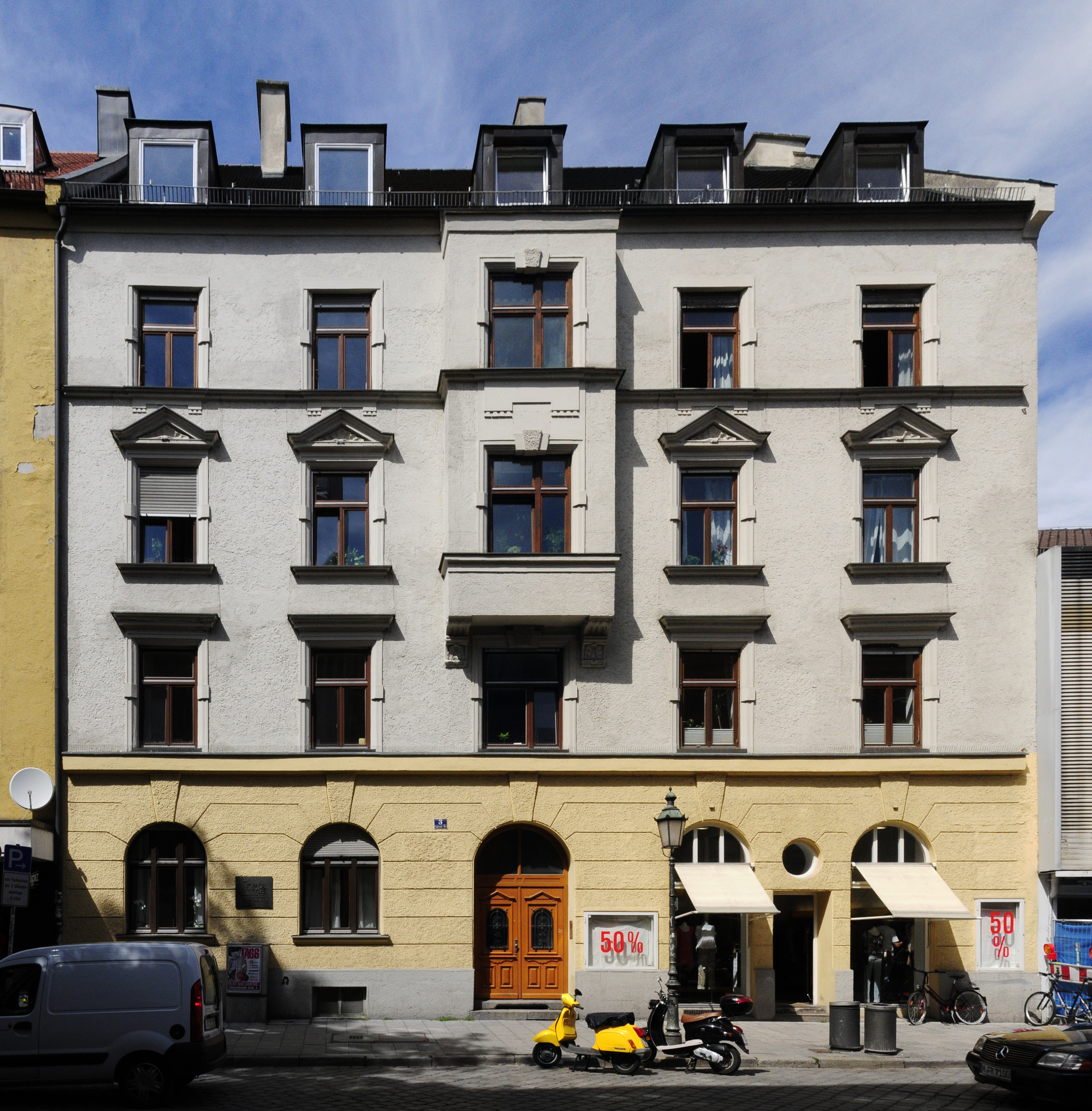
Um 1900 erbautes Gebäude mit Erker im Stil der deutschen Renaissance in der Feilitzschstraße 3, in dem Paul Klee elf Jahre lang sein Atelier hatte
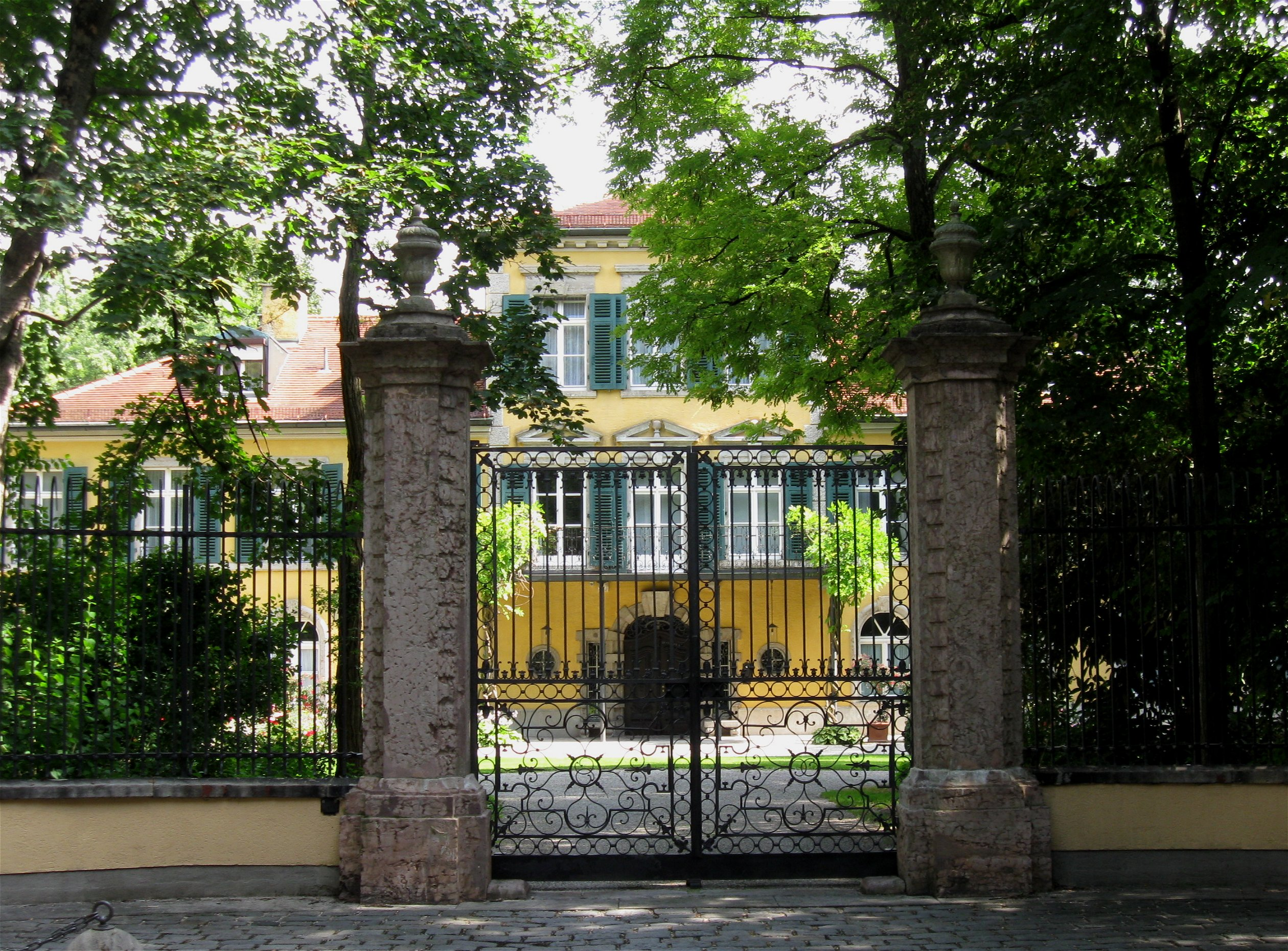
Schloss Suresnes, seit 1967 Tagungshaus der Katholischen Akademie in Bayern
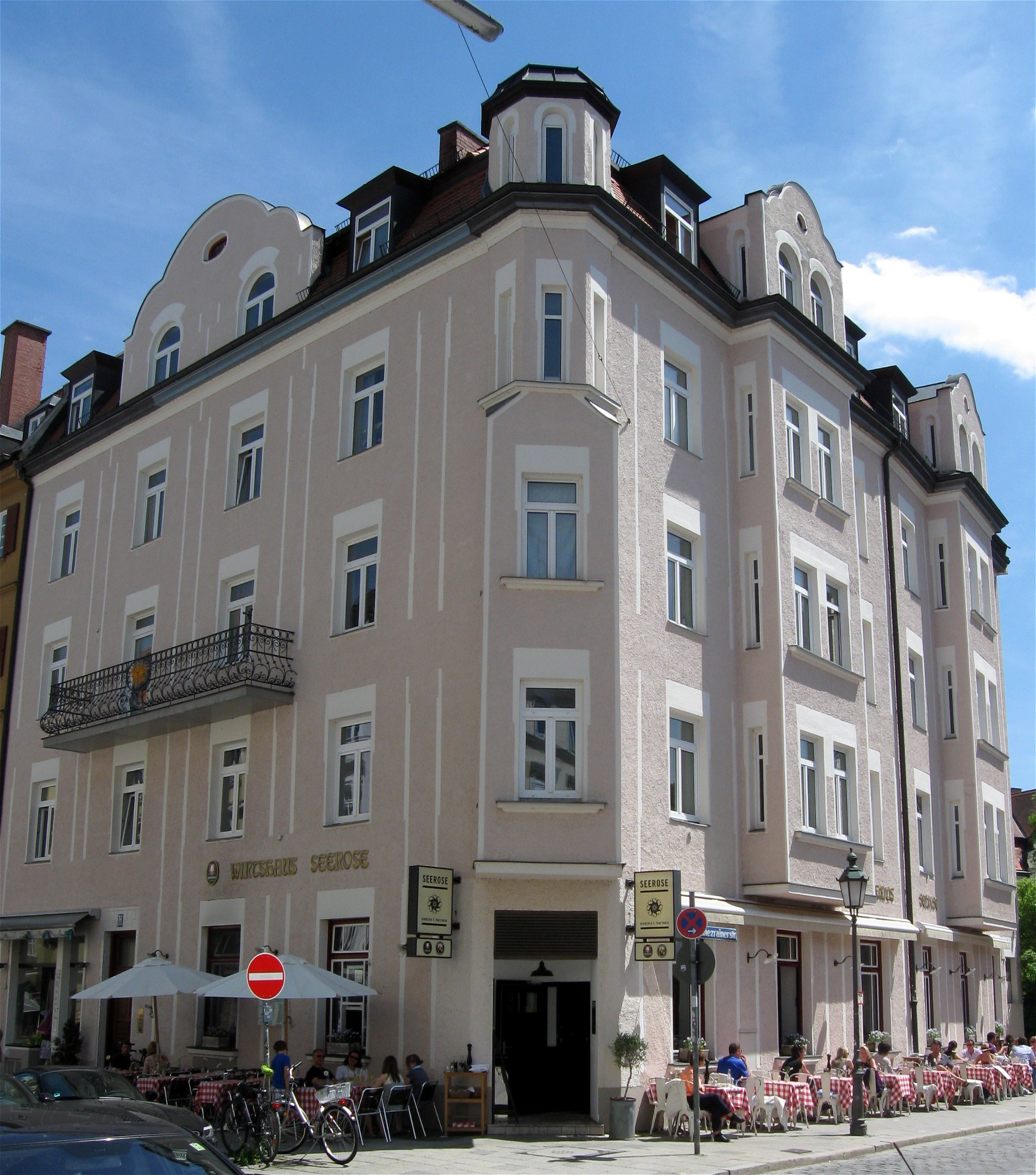
Gasthaus zur Seerose, wo die Redaktion des Simplicissimus beheimatet war sowie Thomas Mann lebte. 1948 wurde dort der Seerosenkreis gegründet, der jährlich den Seerosenpreis vergibt.
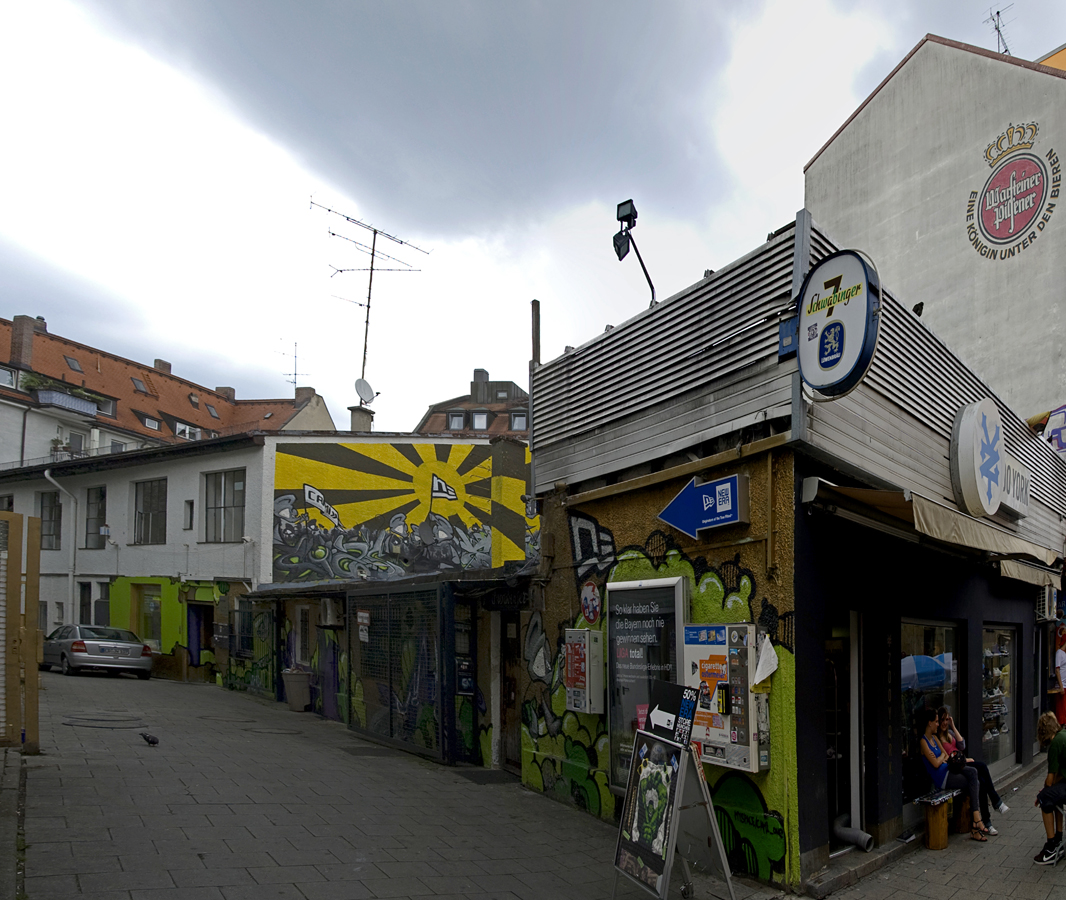
Die originale Schwabinger 7, wie sie bis 2012 bestand
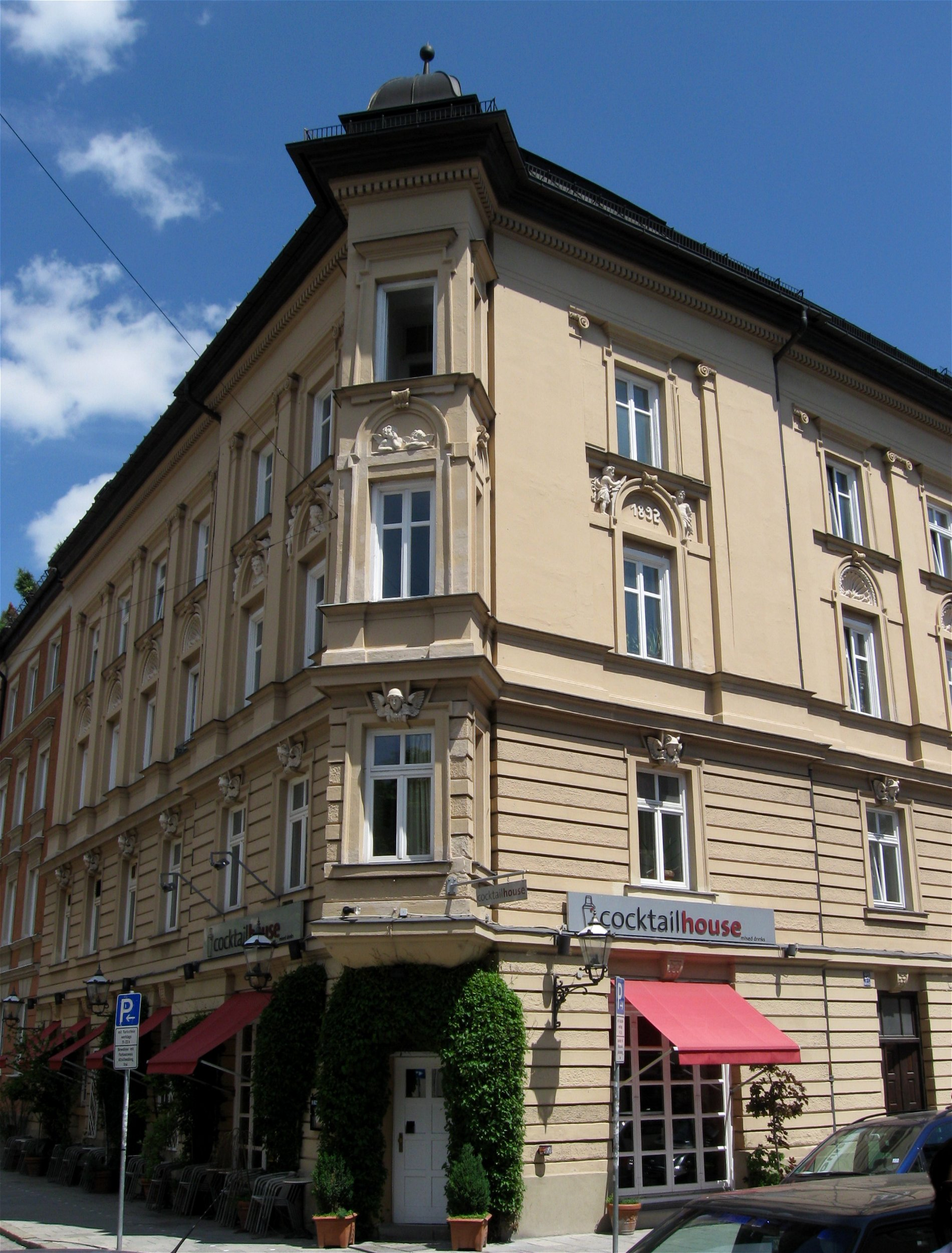
An diesem 1892 erbautem Neorenaissance-Eckbau in der Feilitzschstraße 25 befand sich ursprünglich auch eine Büste von Heine, die von Nazis durch eine Jahreszahl mit auf den Kopf gestellter „5“ ersetzt wurde.

## Prominente Anwohner
Thomas Mann wohnte 1899 bis 1902 im dritten Stock der Feilitzschstraße 32 (damals Nr. 5, seit 1909 Gaststätte Seerose) und schrieb dort seinen Roman Buddenbrooks, für den er 1929 mit dem Nobelpreis für Literatur ausgezeichnet wurde. Im gleichen Gebäude befand sich auch die Redaktion der satirischen Wochenzeitschrift Simplicissimus. In der Seerose wurde 1948 der Seerosenkreis als Stammtisch von Künstlern aller Sparten gegründet. „Gründungsväter“ waren u. a. der Schauspieler Gustl Weigert (der seit 1944 im Nachbarhaus Nr. 34 wohnte), der Dichter Peter Paul Althaus und der Maler Hermann Geiseler. Bis 2004 war Ernst Günther Bleisch „Oberseerosianer“. Seither führt die Literaturwissenschaftlerin, Autorin und Malerin Brigitta Rambeck den literarischen Seerosenkreis, sekundiert von Barbara Bronnen, Gert Heidenreich, Dagmar Nick, Maria Peschek, Anatol Regnier, Asta Scheib, Albert von Schirnding, Michael Skasa und Winfried Zehetmeier. Den Vorsitz des Seerosenkreises Bildende Kunst übergab 2008 nach 25 Jahren Baldur Geipel an den Maler und Grafiker Konrad Hetz.
Eine vom Münchner Bildhauer Eugen Weiß geschaffene Gedenktafel in der Feilitzschstraße 3 erinnert an Paul Klee, der dort von 1908 bis 1919 sein Atelier hatte. Die Zeit von Juli bis Oktober 1904 verbrachte Oskar Panizza im 2. Stock der Feilitzschstraße 19. Ab Januar 1936 lebte Stefan Andres mit seiner Familie in der Feilitzschstraße 34. Im gleichen Haus lebte auch Peter Pasetti. Auch Nastassja Kinski wohnte zeitweise in der Feilitzschstraße.

## Fliegerbombe
Am 28. August 2012 musste eine bis dahin unentdeckt gebliebene US-amerikanische Fliegerbombe aus dem Zweiten Weltkrieg am Fundort in der Feilitzschstraße gesprengt werden. Gegen Mittag waren Bauarbeiter auf einer Baustelle auf die 250 Kilogramm schwere Bombe gestoßen, genau dort, wo früher die Kneipe Schwabinger 7 gewesen war. Die überregional mit großer Aufmerksamkeit verfolgte Sprengung führte zu erheblichen Sachschäden: 17 Häuser wurden so stark beschädigt, dass deren Bewohner eine neue Unterkunft benötigten.